# 맥스무비
맥스무비(Maxmovie)는 대한민국의 영화 중심 엔터테인먼트 뉴스 및 정보 사이트이다. 

## 역사
- 1999년 이벤트맥스가 아이소프트에서 분리하여 독립적으로 설립되었다. 같은 해 7월부터 모바일 예매 서비스를 시작했다. 10월부터는 대한민국 최초로 인터넷 실시간 예매 서비스를 시작했다. 현재는 영화 관련 예매 서비스는 하지 않고 있다.
- 영화 전문 콘텐츠와 영화 데이타베이스를 바탕으로, 2010년부터 격주간지 <맥스무비>를 발행했고 2013년 10월부터는 <맥스무비 매거진>을 월간지 형태로 발간했다.

## 맥스무비 최고의 영화상
2004년부터 처음 개최되어 매년 시상하고 있다.

## 수상
- 2006년 한국전자거래진흥원 인증
- 2009년 한국에서 가장 신뢰 받는 브랜드 대상
- 2009년 대한민국 인터넷 대상 기술선도 부문 방송통신위원회 위원장상 수상